# Stevens–Johnsons syndrom
Stevens–Johnsons syndrom, även mukokutant syndrom, är ett sällsynt sjukdomstillstånd som närmast kan liknas med en extremt kraftig allergisk reaktion. Det kännetecknas av ett hudutslag som kan se ut som en brännskada. Utslag kan även uppstå på slemhinnor, vanligen i form av blåsor eller sår i munhåla och ögon. I regel följs reaktionen av feber och en uttalad matthet. Slemhinnor i andra kroppsöppningar som ändtarm, genitialt och urinrör, kan också angripas.
Utlösande orsak kan vara vissa läkemedel, hos barn även sjukdomar så som förkylning,  influensa, munsår och körtelfeber. De läkemedel som reaktionen förekommit tillsammans med är "inte sällan vissa antiepileptika, antiinflammatoriska eller antibiotika". Om läkemedel är orsaken uppkommer reaktionen vanligen inom de första 4–28 dagarna av påbörjad behandling.
Behandlingen består av att ta bort orsaken till reaktionen, behandla såren, minska smärtan och minska komplikationer. Den sker på sjukhus, ofta på en Intensivvårdsavdelning. Det eventuella läkemedel som gett reaktionen sätts ut och behandling kan ges i form av:
- Starka smärtstillande läkemedel
- Antiinflammatoriska läkemedel
- Infektionshämmande läkemedel
- Hudkrämer
- Vätska intravenöst

Behandlingen påminner om den som ges till brännskadade och ibland vårdas också dessa personer på brännskadeavdelningar. Oftast läker den akuta reaktionen ut inom ett par månader, men bestående komplikationer, till exempel synnedsättning kan kvarstå.